# ジャック・ルーシェ
ジャック・ルーシェ（Jacques Loussier、1934年10月26日 アンジェ  - 2019年3月5日）は、フランスのピアニスト、作曲家である。『G線上のアリア』、『平均律クラヴィーア曲集』、『ゴルトベルク変奏曲』をはじめとするJ・S・バッハ作品のジャズ演奏で知られる。

## 経歴
アンジェ出身。10歳にして才能を示し、16歳でパリ国立高等音楽・舞踊学校に入り、イヴ・ナットの下で学びながら、作曲を始めた。6年で卒業後、1年間世界中を旅し、中東、南米、キューバのサウンドを体験した。
1959年、ルーシェはピアニストとして、ベーシストのピエール・ミシュロ、ドラマーのクリスチャン・ギャロ（Christian Garros）と「ジャック・ルーシェ・トリオ」（一般に、フランスでは「トリオ・プレイ・バッハ（Trio Play Bach）」、アメリカなどでは「プレイ・バッハ・トリオ（Play Bach Trio）」と呼ばれている）を結成した。バッハの作品をジャズ風に解釈し演奏、多くのライブ出演、ツアー、コンサートを行った。アルバム『プレイ・バッハ』シリーズは、トータルで600万枚を売った。
1978年に、トリオは解散。ルーシュはプロヴァンスに自分のレコーディング・スタジオを立ち上げ、アコースティック楽器・電子楽器のための作曲を続けた。さらに、ピンク・フロイド、エルトン・ジョン、スティング、イエスと共演した。
バッハ生誕300年にあたる1985年にルーシェは、アンドレ・アルピノ（ドラム）、ヴァンサン・シャルボニエ（ベース）と第二期ジャック・ルーシェ・トリオを結成した。バッハ以外にアントニオ・ヴィヴァルディの作品も取り上げた。
1998年の『プレイ・サティ』より、ベースがシャルボニエから、ベノワ・デュノワイエ・デ・セゴンザック（Benoit Dunoyer De Segonzac）に代わり、第三期ジャック・ルーシェ・トリオとなった。エリック・サティ、クロード・ドビュッシー、モーリス・ラヴェルらの作品を発表。『テイク・バッハ』では、ペキネル姉妹（Pekinel sisters）と共演してバッハの協奏曲を演奏した。

## ディスコグラフィ

### ソロ・アルバム
- 『雨あがりの天使 オリジナル・サウンドトラック盤』 - Tu Seras Terriblement Gentille (1968年、Decca) ※映画サウンドトラック
- 『戦争プロフェッショナル』 - Dark of the Sun (1972年、MGM) ※映画『戦争プロフェッショナル』サウンドトラック
- 『プレイ・モーツァルト』 - Pulsion (1979年、CBS)
- Pulsion / Sous la mer (1979年)
- Fréderick Chopin par Jacques Loussier (1980年、CBS)
- Pagan Moon (1982年、CBS)
- 『インプレッションズ・オン・ショパンズ・ノクターンズ』 - Impressions of Chopin's Nocturnes (2004年、Telarc)
- 『ジャック・ルーシェ:ヴァイオリン協奏曲第1番・第2番 他』 - Jacques Loussier / Concerto No. 1 for Violin and Percussion / Concerto No. 2 for Violin and Tabla / Ignacy Jan Paderewski / Sonata in A minor for Violin and Piano, Op. 13 (2014年) ※アダム・コステツキ(ヴァイオリン)、ポーランド・フィルハーモニックco.、他

### トリオ・アルバム
- 『プレイ・バッハ・ボリューム1』 - Play Bach No. 1 (1959年、Decca)
- 『プレイ・バッハ・ボリューム2』 - Play Bach No. 2 (1960年、Decca)
- 『プレイ・バッハ・ボリューム3』 - Play Bach No. 3 (1961年、Decca)
- 『ジュ・クルト・ヴァイル』 - Jacques Loussier Joue Kurt Weill (1962年、RCA) ※クルト・ヴァイルを取り上げた1枚
- 『プレイ・バッハ #4』 - Play Bach No. 4 (1963年、Decca)
- 『プレイ・バッハ、ライヴ・アット・シャンゼリゼ』 - Play Bach aux Champs Élysées (1965年、Decca Coffret) ※旧邦題『シャンゼリゼ劇場のプレイ・バッハ』
- 『プレイ・バッハ #5』 - Play Bach No. 5 (1967年、Decca)
- 『プレイ・バッハ・ライヴ・イン・ジャパン』 - Play Bach Live In Japan (1971年、London)
- 『プレイ・バッハ・ゴールデン・プライズ』 - Play Bach Golden Prize (1971年、London) ※コンピレーション
- 6 Masterpieces (1973年、Philips)
- 『ジャック・ルーシェ・イン・コンサート』 - Jacques Loussier at the Royal Festival Hall (1974年、Philips)
- Jacques Loussier et le Royal Philharmonic Orchestra (1974年、Decca)
- 『プレイ・バッハ〜G線上のアリア』 - The Best of Play Bach (1985年、Start)
- 『デジタル・プレイ・バッハ』 - The Newest Plays Bach: In Digital Recording (1985年、Paddle Wheel)
- 『バッハ・トゥ・ザ・フューチャー』 - Bach to the Future (1986年、Start)
- Bach to Bach (1987年、Start) ※ライブ
- 『ブランデンブルグ協奏曲』 - Brandenburg Concertos (1988年、Decca)
- 『ザ・グレイティスト・バッハ』 - The Greatest Bach (1988年、Limelight) ※Partita No.1 in B Flat Major、Orchestral Suite No. 2 in B Minor
- 『モナ・リザ〜ジャック・ルーシエ・プレイズ・シネマ・スタンダーズ』 - In Loussier's Mood (1988年、Polydor)
- Lumières: Messe Baroque du 21ième siècle (1990年、Decca)
- Play Bach 93 Volume 1 (1993年、Note Productions)
- Play Bach 93 Volume 2 (1993年、Note Productions)
- Play Bach Aujourd'hui Les Thèmes en Ré (1994年、Note Productions)
- 『プレイ・バッハ・トゥデイ』 - Play Bach Today (1994年、EAU)
- 『プレイ・バッハ』 - Jacques Loussier Plays Bach (1995年、Telarc) ※『Play Bach 93』と『Les Thèmes en Ré』のコンピレーション
- 『プレイ・バッハ〜恋人達のコンチェルト』 - Play Bach Concertos for Lovers (1995年、Universal)
- 『ジャック・ルーシェの四季』 - Vivaldi: The Four Seasons (1997年、Telarc)
- 『プレイ・サティ』 - Satie (1998年、Telarc)
- 『ラヴェル: ボレロ』 - Ravel's Bolero (1999年、Telarc)
- 『プレイ・バッハ〜40THアニヴァーサリー・アルバム』 - Bach Book 40th Anniversary (2000年、Telarc) ※『Play Bach 93』のコンピレーション
- 『ジャック・ルーシェ・プレイ・バッハ〜ゴルトベルグ変奏曲』 - Bach's Goldberg Variations (2000年、Telarc)
- 『月の光〜ジャック・ルーシェ・プレイズ・ドビュッシー』 - Plays Debussy (2000年、Telarc)
- 『テイク・バッハ』 - Take Bach (2000年) ※with ペキネル姉妹
- 『バロック・ヒッツ』 - Baroque Favorites. Jazz Improvisations: Works by Handel, Marais, Scarlatti, Marcello, Albinoni (2001年、Telarc)
- 『ヘンデル:水上の音楽・王宮の花火の音楽』 - Handel: Water Music & Royal Fireworks (2002年、Telarc)
- 『ジャック・ルーシェ・プレイズ・ベートーヴェン』 - Beethoven: Allegretto from Symphony No. 7: Theme and Variations (2003年、Telarc)
- 『ベスト・オブ・プレイ・バッハ』 - The Best of Play Bach (2004年、Telarc) ※コンピレーション
- 『モーツァルト ピアノ協奏曲第20番、第23番』 - Mozart Piano Concertos 20/23 (2005年、Telarc)
- 『バッハ:ブランデンブルグ協奏曲』 - Bach: The Brandenburgs (2006年、Telarc)
- 『プレイズ・バッハ・アンコール!』 - Encore! – Jacques Loussier Plays Bach (2007年、Telarc)
- 『プレイ・バッハ50THアニヴァーサリー・レコーディング』 - Jacques Loussier Plays Bach: The 50th Anniversary Recording (2009年、Telarc)
- Schumann: Kinderszenen (Scenes From Childhood) (2011年、Telarc)
- 『ビヨンド・バッハ・ベスト』 - Beyond Bach, Other Composers I Adore (2014年、Telarc)
- 『プレイズ・バッハ・ベスト』 - My Personal Favorites: The Jacques Loussier Trio Plays Bach (2014年、Telarc)